# Charakteristika polohy
Charakteristika polohy rozdělení pravděpodobnosti je ve statistice některá z charakteristik náhodné veličiny, která definuje polohu rozdělení v měřitelném prostoru {\displaystyle E} (pro jednoduchou náhodnou veličinu polohu distribuční funkce na ose x).

## Formální definice
Charakteristika polohy náhodného rozdělení s distribuční funkcí {\displaystyle F} je hodnota {\displaystyle g(F)} funkce {\displaystyle g} definované na nějaké množině {\displaystyle \mathbb {F} } distribučních funkcí, takové, že
{\displaystyle g(F_{a\xi +b})=ag(F)+b}
kde distribuční funkce {\displaystyle F_{a\xi +b}} je definována vztahem
{\displaystyle F_{a\xi +b}(x)=F\left({\frac {x-b}{a}}\right)}
To znamená, že charakteristika polohy se při lineární transformaci náhodné proměnné musí transformovat stejným způsobem jako proměnná.

## Charakteristiky polohy
Nejpoužívanější charakteristikou polohy jednorozměrných rozdělení je střední hodnota, která však nemusí být definována pro každé rozdělení (viz Cauchyho rozdělení). Dalšími charakteristikami polohy jsou medián, modus a kvantily.

## Charakteristiky středu rozdělení
Mnoho charakteristik polohy charakterizuje střed náhodného rozdělení (střed necharakterizují kvantily); k dalším charakteristikám středu rozdělení patří geometrický průměr a harmonický průměr, které nejsou charakteristikami polohy.